# 皮埃尔·路易吉·贝尔萨尼
皮埃尔·路易吉·贝尔萨尼（意大利语：Pier Luigi Bersani，1951年9月29日—），曾任意大利民主党总书记。

## 政治生涯
贝尔萨尼年輕時加入意大利共產黨，其後於1991年跟隨加入原意共改組的左派民主黨。
1996年，罗马诺·普罗迪領導中間偏左聯盟首次取得勝利，前身是意大利共產黨的左派民主黨首次取得政權，其后他在中間偏左聯盟政府的內閣任職，1996-1999年出任工商和工艺部长，1999-2001年任交通运输部长。
2006年，普罗迪带领中左聯盟重夺执政权后，他出任经济发展部长，直至2008年貝盧斯科尼回朝為止。
2009年，在民主党内选举中击败了当时的党首达里奥·弗朗西等人，成为新任民主党总书记。

## 2013年大選
2013年意大利國會選舉，他領導的民主黨及中間偏左聯盟憑選舉制度的名單比例代表制在眾議院獲得額外席次取得控制權，但未能控制參議院。民主黨尋求與最大單一政黨五星運動合作，但五星運動回絕民主黨要求組建聯合政府的建議。而贝尔萨尼拒絕與貝盧斯科尼領導的中右翼聯盟組建聯合政府。其後3月28日，他宣布組閣失敗。
同年舉行的總統選舉，雖然貝爾薩尼之前與貝盧斯科尼達成協議，支持前參議院議長馬里尼競選，但卻引起民主黨內部分歧而未能成功勝選其後第二天舉行的第四輪投票，所屬的民主黨支持提名前總理普羅迪競選總統，並獲得一致支持。惟最終普羅迪只獲395票，四分一議員未接指示投票，其後貝爾薩尼告訴黨員，一旦選出義大利總統，自己就會辭去黨魁一職，即代表他不會出任意大利總理。

## 資料來源
1. ↑  .   [2013-04-25]. （原始内容存档于2021-04-14）.
2. ↑  .   [2013-04-25]. （原始内容存档于2016-03-05）.